# 소울 서바이버 (영화)
《소울 서바이버》(영어: Soul Survivors)는 미국에서 제작된 2001년 심리 스릴러 영화이다. 텔레비전 시리즈 《그림 형제》(2011-17)를 기획한 스티븐 카펜터가 마지막으로 연출한 작품이다. 멀리사 세이지밀러, 케이시 애플렉, 일라이자 두슈쿠, 웨스 벤틀리, 루크 윌슨 등이 출연하였고, 닐 H. 모리츠 등이 제작에 참여하였다.

## 줄거리
캐시는 친구 애너벨, 숀, 그리고 전남친 맷과 오래된 성당 근처의 클럽에 놀러갔다가 플라스틱 데스 마스크 가면을 쓴 남자와 얼굴에 상처가 난 남자를 본다. 숀과 밖으로 빠져나온 캐시는 서로의 감정을 확인한다.
둘의 대화를 엿들은 맷이 캐시에게 작별 키스를 해달라고 조르자 숀이 화를 내고, 캐시는 불편한 분위기 속에서 정신을 팔다가 교통 사고를 낸다. 숀이 죽고 캐시, 애너벨, 맷은 살아남는다. 그러나 이후 캐시는 자꾸만 숀의 환영을 보게 된다.
가면의 남자와 상처가 있는 남자에게 계속 쫓기며 심적으로 몰린 캐시는 성당 문을 두드리고 주드 신부가 캐시를 맞아준다. 주드 신부는 유다 타대오 부적을 주고 방을 내주며 하루 묵을 것을 허락한다. 잠에서 깨어난 캐시는 방 달력에 1981년이 인쇄돼있는 것을 발견한다. 다른 신부에게 주드 신부에 대해 물은 캐시는 주드 신부가 1981년에 이미 사망했다는 얘기를 듣는다.
수영장에서 가면의 남자에게 다시 쫓기던 캐시는 형광등으로 그를 찌른다. 그러나 다시 맷과 현장으로 돌아오자 남자의 흔적은 온데간데 없고, 캐시는 맷과 애너벨이 자신을 골탕먹이고 있다고 생각한다.
맷과 클럽에 간 캐시는 레이븐이란 새 연인을 만난 애너벨을 맞닥뜨린 뒤 주차장으로 향하는데 맷이 다시 작별 키스를 요구하며 위협한다. 캐시는 맷의 머리에 병을 내리쳐서 의식을 잃게 한다. 곧 홀로 차를 몰고 예전 교통 사고 장소에 도착한 캐시는 당시 교통 사고로 인해 애너벨이 죽어가고 있는 상황을 마주하고 혼란스러워하다가 지나가던 차에 치여 병원에 실려간다.
병원에서 정신을 차리자마자 옆 침대에 누워있던 레이븐이 캐시를 위로한 뒤 숨을 거두고, 주드 신부가 도착해 숀을 살리기 위해 목숨을 바칠 수 있냐고 묻는다. 캐시가 동의하자 그럼 그를 위해 살겠냐고 다시 묻는다. 캐시는 죽고 싶지 않다고 말한다.
깨어나자 모든 게 혼수 상태에서 꾼 꿈이라는 게 밝혀진다. 원 사고에서 죽은 건 숀이 아니라 맷과 애너벨이었고, 상대편 차에 타고 있던 게 레이븐, 가면의 남자, 상처가 있는 남자인데 모두 치명상을 입고 말았다. 사고에서 죽은 자들은 캐시를 사후 세계에 붙들어 놓으려고 했지만 천사인 주드 신부와 숀의 환영이 캐시를 되살린 것이다.

## 출연진
- 멀리사 세이지밀러 - 캐시 역
- 케이시 애플렉 - 숀 역
- 일라이자 두슈쿠 - 애너벨 "애니" 역
- 웨스 벤틀리 - 맷 역
- 앤절라 페더스톤 - 레이븐 역
- 루크 윌슨 - 주드 신부 역
- 앨런 해밀턴 - 해버스턴 박사 역
- 칼 파올리 - 데스 마스크 가면을 쓴 남자 역
- 켄 모레노 - 흉측한 댄서 역
- 바버라 E. 로버트슨 - 마거릿 역
- 리처드 피크런 - 벤 역
- 릭 스나이더 - 맥매너스 신부 역
- 캔디스 크로슬랙 - 금발 여성 역
- 라이언 키틀리 - 젊은 경찰 역
- 대니 골드버그 - 대학 내 경찰 역
- T. J. 재거다우스키 - 응급실 의사 역
- 크리스틴 던퍼드 - 응급실 간호사 역
- 루시아 스트러스 - 근엄한 간호사 역

## 기타 제작진
- 배역: 앤 매카시, 메리 버뉴
- 미술: 래리 풀턴
- 의상: 데니즈 윈게이트